# Ferdinand von Lobkowitz (Industrieller)

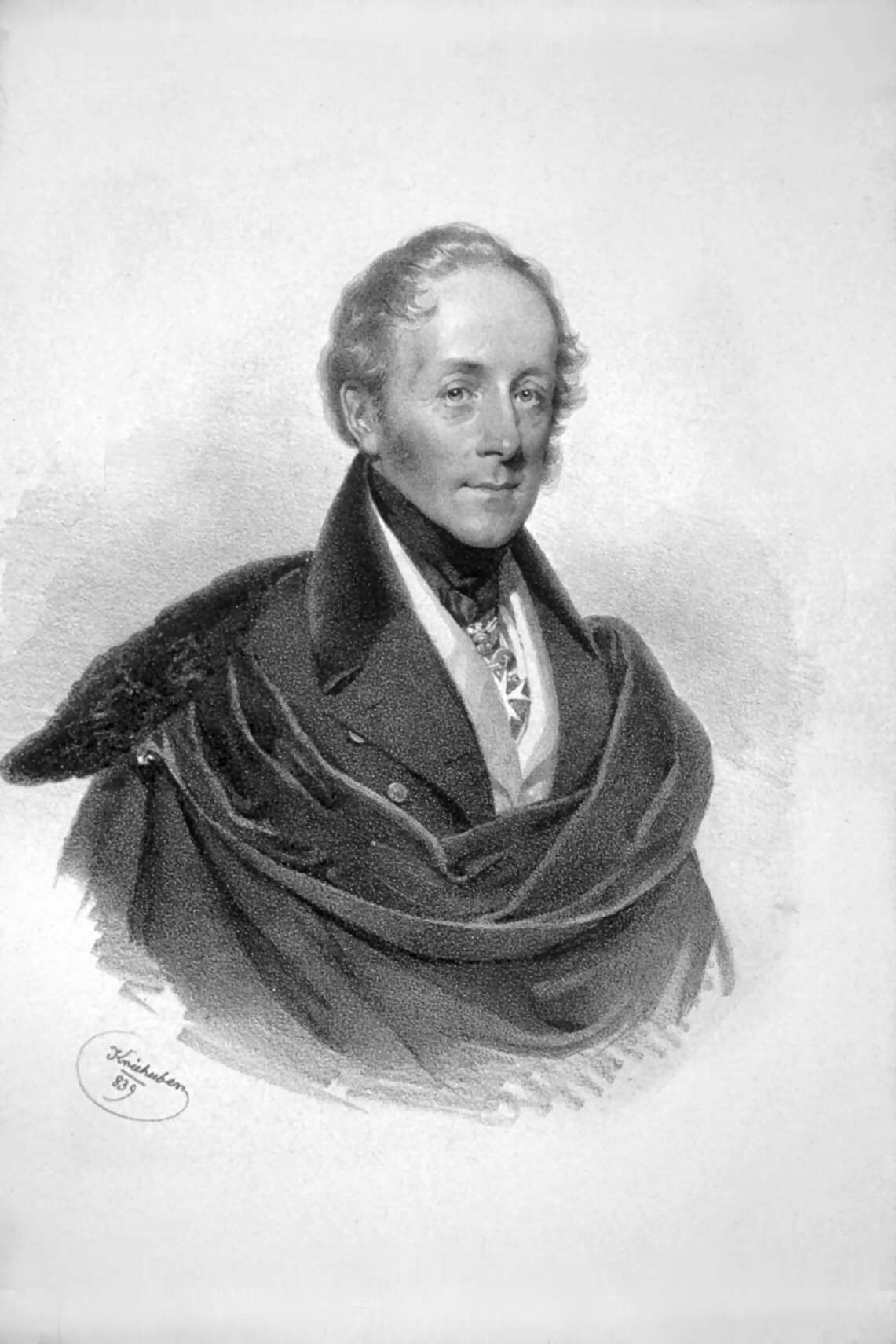
Ferdinand von Lobkowitz, Lithographie von Josef Kriehuber, 1839

Ferdinand Joseph Johann Nepomuk 8. Fürst von Lobkowitz (* 13. April 1797 in Hollabrunn; † 18. Dezember 1868 in Wien) war ein österreichischer Adliger und Industrieller.

## Leben
Ferdinand entstammte dem böhmischen Adelsgeschlecht Lobkowitz und war der Sohn des Fürsten Franz Joseph Maximilian von Lobkowitz (1772–1816). Er war Herzog von Raudnitz, gefürsteter Graf zu Sternstein, Oberst-Erblandschatzmeister im Königreich Böhmen, k. k. Geheimer Rat und Kämmerer.
Lobkowitz betätigte sich erfolgreich als Industrieller und war Musikmäzen. Er förderte insbesondere August Emanuel von Reuss. Er gründete 1835 eine Zuckerfabrik in Bilin, die zu den größten Böhmens zählte. Der Betrieb konnte jährlich 81.560 Zentner Rüben verarbeiten (Stand 1853). Von 1860 bis 1863 war er Landtagsabgeordneter in Böhmen, ab 1860 erbliches Mitglied des Herrenhauses.
Am 15. September 1836 wurde er in den Orden vom Goldenen Vlies aufgenommen.

## Familie
Lobkowitz  heiratete am 9. September 1826 Fürstin Marie, die Tochter des Fürsten Moritz von Liechtenstein, mit der er folgende Kinder hatte:
- Prinz Moritz (1831–1903), 9. Fürst von Lobkowicz, Herzog von Raudnitz, heiratete Prinzessin Maria Anna zu Oettingen-Oettingen und Oettingen-Wallerstein (1839–1912): sieben gemeinsame Kinder
- Prinzessin Leopoldine Luise (1835–1892), verheiratet mit Graf Federico Bossi-Fedrigotti von Ochsenfeld (1834–1902)
- Prinzessin Marie (1841–1870), verheiratet mit Fürst Gebhard Leberecht Blücher von Wahlstatt (1836–1916): fünf gemeinsame Kinder